# Allen Telescope Array
O Allen Telescope Array (Estaleiro de Telescópios allen), Também conhecido como “O telescópio de 1 hectare” foi um esforço conjunto do Instituto SETI e do Laboratório de Radioastronomia, na Universidade da Califórnia, em Berkeley para construir um interferômetro de rádio que se dedica para observações astronômicas e uma busca simultânea de inteligência extraterrestre.
O ATA está em construção no Radio Observatório de Hat Creek a 470 km de São Francisco, Califórnia. Quando concluída, a matriz deve consistir de 350 antenas.  A primeira fase com 42 antenas esta completo e entrou em operação em 11 de outubro de 2007.No entanto, em abril de 2011, o ATA foi colocado em hibernação operacional devido à escassez de financiamento..
O Estaleiro de Telescópios allen é pioneiro no uso de várias antenas de pequeno diâmetro na astronomia de rádio. Economicamente e mais barato construir várias antenas para operarem em conjunto do que uma única antena gigante. Para isso, são necessários equipamentos eletrônicos de alto desempenho, que até a década de 2000 eram muito caros.
Em termos científicos, o ATA tem quatro vantagens sobre todos os telescópios de Radiofrequência que o precederam:
- Um grande campo de vista (2,45 ° no comprimento de onda de λ = 21 cm)
- A cobertura simultânea de todas as Radiofrequências entre 0,5 e 11,2 GHz
- Múltiplas saídas simultâneas,
- Mitigação de interferência ativa.

A área de observação do telescópio é 17 vezes maior do que o Very Large Array. A cobertura de frequência de mais de quatro oitavas, algo sem precedentes na radioastronomia que é o resultado de um projeto de receptor de rádio, o amplificador de entrada e de transporte de sinal. A mitigação de interferências irá permitir que se observe em freqüências ocupadas por outros emissores terrestres.

## Principais objetivos da ciência

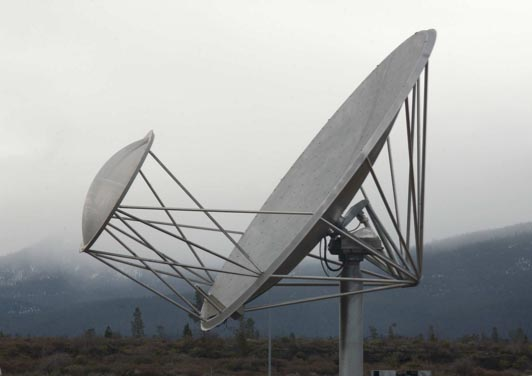
Uma das antenas vista de lado.

Os objetivos da ciência listados aqui representam os objetivos dos projetos mais importantes que serão realizados ao longo dos próximos três anos com a ATA. Cada um destes objetivos está associado com um dos quatro estágios de desenvolvimento. Os itens com marcadores são os projetos que serão realizados e os subtópicos são algumas das ciências que será produzido. O ATA irá:
- Determinar o teor das linhas de Hidrogênio de galáxias até z ~ 0,2 sobre 3π Esferorradiano, para medir a Acreção de gás intergaláctico nas galáxias externas; na busca da escuridão, ou galáxias sem estrelas, para estabelecer as bases para a detecção de energia escura
- Classificar 250 mil fontes de rádio extragaláctica como núcleos galácticos ativos ou galáxias starburst, para investigar e quantificar a formação de estrelas no Universo local; para sondar a estrutura em larga escala no Universo
- Explorar o céu transitório, para sondar acreção dos buracos negros; para descobrir novos e desconhecidos fenômenos transitórios
- Medir os campos magnéticos na Via Láctea e outras galáxias do Grupo Local, para investigar o papel dos campos magnéticos na formação estelar e formação de galáxias e evolução
- Medir a nuvem molecular e propriedades de formação de estrelas usando novos marcadores moleculares, para mapear as condições de formação de estrelas na escala de toda nuvens moleculares gigantes, para determinar o gradiente de metalicidade da Via Láctea